# Гнатівка (Базарський район)
Гнатівка (рос. Игнатовка, пол. Ihnatówka) — колишня слобода у Недашківській сільській раді Базарського району Волинської округи Української СРР.

## Населення
Наприкінці 19 століття в поселенні налічувалося 75 мешканців, дворів — 15, у 1906 році — 172 мешканці, дворів — 31.

## Історія
Наприкінці 19 століття — слобода Нововороб'ївської волості Овруцького повіту Волинської губернії. Належало до православної парафії у Ксаверові, за 5 верст. Колишня власність Ксаверівського єзуїтського колегіуму.
У 1906 році — слобода Нововороб'ївської волості (1-го стану) Овруцького повіту Волинської губернії. Відстань до повітового центру м. Овруч становила 60 верст, до волосного центру с. Нові Вороб'ї — 16 верст. Поштове відділення — станція Малин.
У 1923 році включена до складу новоствореної Недашківської сільської ради, яка 7 березня 1923 року увійшла до складу новоутвореного Базарського району Коростенської округи.
Виключена з обліку населених пунктів до 1 жовтня 1941 року.